# Syrictes dentatus
Syrictes dentatus är en skalbaggsart som beskrevs av Heinrich Bernward Prell 1912. Syrictes dentatus ingår i släktet Syrictes och familjen Dynastidae. Inga underarter finns listade i Catalogue of Life.